# Abaqulusi
Abaqulusi es un municipio local sudafricano situado en el distrito de Zululand, en la provincia de KwaZulu-Natal.

## Superficie
Abaqulusi tiene una superficie de 4314 km².

## Demografía
En 2022, tenía 247 263 habitantes, una densidad poblacional de 57,32 hab./km², y 50 633 viviendas.